# Isíldur
En els escrits de J.R.R. Tolkien, n'Isíldur (o Ísildur en la traducció de Francesc Parcerisas d'El Senyor dels Anells) era un dúnadan de Númenor, fill gran de n'Eléndil i (breument) Alt Rei d'Àrnor i Góndor. Té un paper destacat en la història de la Terra Mitjana per ser qui va prendre l'Anell Únic d'en Sàuron, i també com a fundador de la Ciutat de Minas Íthil.
El seu nom significa "amant de la lluna" ("Ithil"="lluna", com a Minas Íthil, Ithílien, Nàrsil…) 

## Biografia
N'Isíldur va néixer l'any 3209 S.E. a Númenor, fill de n'Eléndil l'Alt i net de n'Amàndil, el darrer Senyor d'Andúnië. Tenia un germà petit, n'Anàrion, i va ser pare de quatre fills: Eléndur, Aratan, Círion, i Valàndil.
N'Isíldur va fugir amb la seva família i la resta dels fidels a la Terra Mitjana quan la resta dels Númenóreans es van revoltar contra els Vàlar. Amb nou vaixells van escapar de la caiguda de Númenor i van fundar els Regnes Numenóreans a l'exili. Mentre el seu pare desembarcà al nord i fundà el regne d'Àrnor, ell i el seu germà desembarcaren al sud i van fundar Góndor.
N'Isíldur es va establir a la riba est de l'Ànduin on va fer edificar la ciutat de Minas Íthil (que en el futur es coneixeria com a Minas Mórgul) i establí els límits de la província d'Ithílien. Però Ithílien era fronterera amb Mórdor i quan en Sàuron va tornar-hi la seva ciutat va caure davant de l'envestida del Senyor Fosc. N'Isíldur va haver de fugir-ne, i deixant Góndor a les mans de n'Anàrion va anar al Regne del Nord amb el seu pare.
Va tornar al sud acompanyat del seu pare Eléndil i del rei dels elfs Guil-galad, amb els seus respectius exèrcits. Era la Darrera Aliança entre Elfs i Homes. Després del setge de Bàrad-dûr, en què n'Anàrion morí, n'Eléndil i en Guil-galad van derrotar en Sàuron, però tots dos perderen la vida. N'Isíldur va agafar l'empunyadura de l'espasa del seu pare, Nàrsil, que s'havia trencat al caure ell, i la va fer servir per tallar l'Anell de la mà del Senyor Fosc.
Ignorant n'Élrond i en Cirdan, que recomanaven destruir l'Anell, n'Isíldur va decidir conservar-lo per a ell.
Després de passar un temps a Góndor, va deixar el seu nebot Menèldil al càrrec del Regne del Sud i va anar cap a Àrnor. Durant el viatge va caure en una emboscada dels orcs, en la que van morir ell i els seus tres fills grans.
El seu quart fill, un infant massa jove per anar a la guerra, s'havia quedat a Rivendell i va heretar el Regne del Nord, però al Sud Menèldir es va proclamar rei. D'aquesta manera, n'Isíldur va ser l'últim rei que va governar conjuntament Àrnor i Góndor fins que el Rei Eléssar va reunificar els dos regnes a la Quarta Edat.

### L'Arbre Blanc
N'Isíldur també va ser instrumental en salvar l'espècie de l'Arbre Blanc de Númenor, que era descendent de l'Arbre Blanc de Vàlinor. Quan en la seva joventut es va assabentar que el rei corromput Ar-Pharazôn ordenà fer-lo tallar, va robar-ne un fruit.
Quan va fundar la ciutat de Minas Íthil, va plantar-lo i començà a créixer un nou arbre blanc. Quan en Sàuron conquerí la seva ciutat se l'endugué i el replantà a Minas Ànor, al capdamunt del nivell més alt de la ciutat, on es convertí en un símbol dels reis.

## La Casa d'Eléndil
```
Eléndil l'Alt
 (1)
_______________|_______________
| |
Isíldur (2) 
Anàrion
 La numeració indica els 
___________|_________________ | 
Alts Reis d'Àrnor i Góndor

| | | | |
Eléndur Aratan Ciryon 
Valàndil
 
Menèldil

| |

Reis d'Àrnor
 
Reis de Góndor
```

## Adaptacions
A la trilogia d'El Senyor dels Anells de Peter Jackson, n'Isíldur apareix breument en el pròleg de la primera pel·lícula, mentre la veu en off de na Galàdriel explica com va aconseguir l'Anell i com el perdé. En la versió ampliada de la segona pel·lícula també el podem veure en un flashback.
El personatge de la pel·lícula difereix en alguns punts del llibre. El principal és que té un paper actiu en la derrota d'en Sàuron, que és derrotat per una estocada afortunada d'Isíldur en lloc de pel poder combinat d'Eléndil i Guil-Galad. Tampoc no s'observa en ell la suposada 'bellesa' dels dúnedain dels primers temps, i només es fa referència a ell com a últim rei de Góndor, sense fer cap menció al Regne del Nord ni al seu germà Anàrion. Aquest últim aspecte s'adreça parcialment en la versió ampliada, en què trobem alguns comentaris puntuals relatius a Àrnor i a la Casa d'Anàrion.

## Pronúncia i transcripcions
En el context de la seva obra literària, Tolkien es considerava el traductor a l'anglès de les obres procedents de la Terra Mitjana escrites en les llengües d'allí. Per als mots èlfics, va adaptar l'escriptura tengwar dels elfs a l'alfabet llatí i a les normes ortogràfiques angleses.
En la traducció catalana de Francesc Parcerisas, es va adaptar a l'ortografia catalana les pronúncies en èlfic tenint en compte les normes d'accentuació pròpies. Tanmateix, amb el nom d'Isíldur es cometé un error i es transcrigué com a Ísildur (esdrúixola) quan en realitat s'hauria de transciure Isíldur (plana).